# Хацегана (Алба)
Хацегана (рум. Hațegana) насеље је у Румунији у округу Алба у општини Винцу де Жос. Oпштина се налази на надморској висини од 565 m.

## Становништво
Према подацима из 2002. године у насељу је живело 31 становника, од којих су сви румунске националности.